# オーカー川

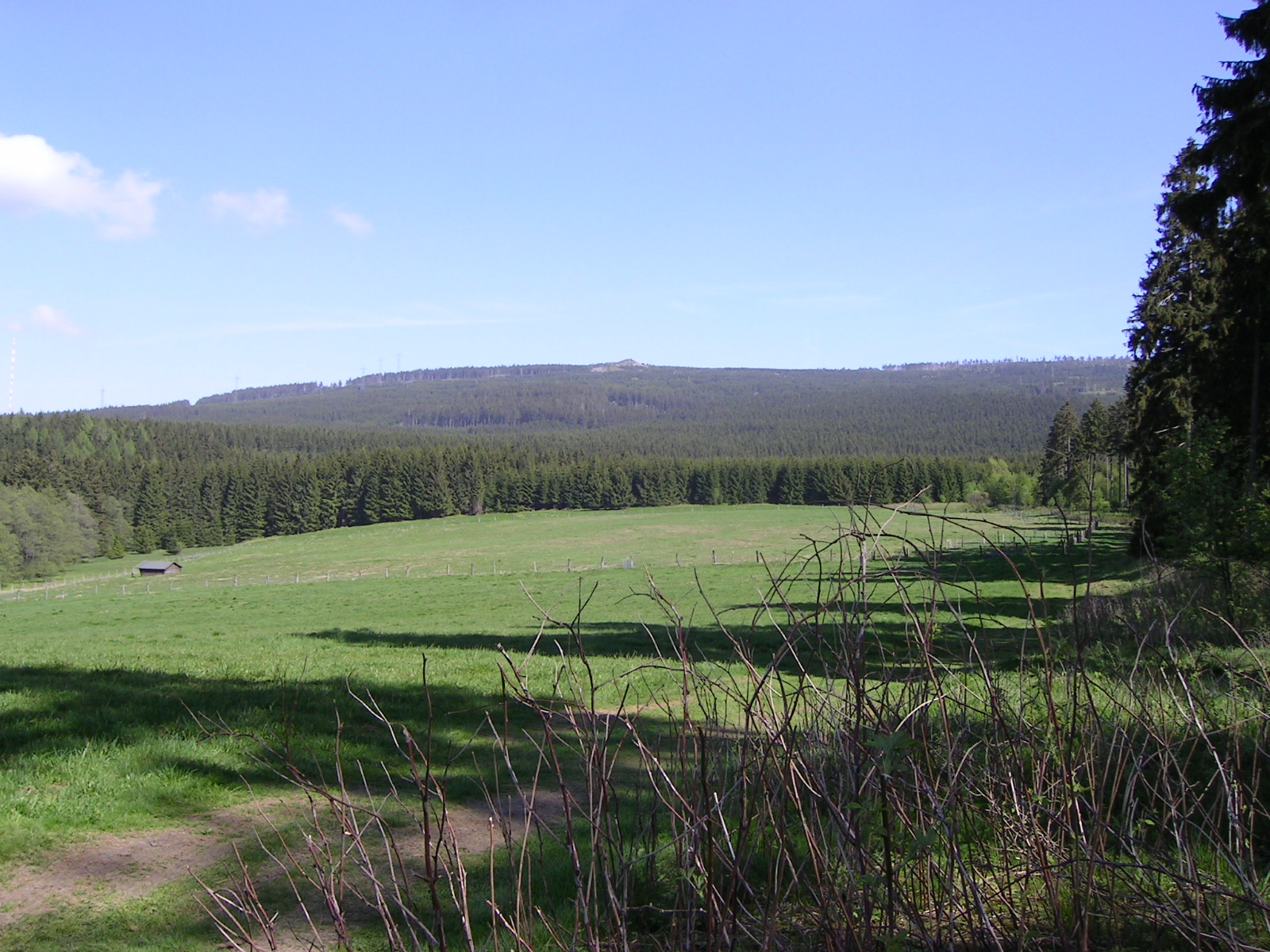
水源のあるブルフ山

オーカー川（オーカーがわ、Oker）は、ドイツのニーダーザクセン州を流れる川である。アラー川の支流で全長は105kmに達する。
ハルツ山地ブルフ山 (Bruchberg) の標高900mの地点に源を発する。オーカー渓谷とよばれる狭い谷を蛇行しながら流れ、北に転じ、フィーネンブルク、ヴォルフェンビュッテルを経て、流域で最も大きな街であるブラウンシュヴァイクに至る。ブラウンシュヴァイクの北30kmの地点で、アラー川に合流する。